# It Won't Be Soon Before Long
Albums de Maroon 5
Live: Friday the 13th
(2005) Hands All Over
(2010)
It Won't Be Soon Before Long est le 2e album du groupe Maroon 5, sorti en 2007.
Adam Levine, chanteur-guitariste et auteur des textes décrit ce nouveau disque comme "plus sexy, plus fort et plus sombres dans les textes".
Cet album aura demandé presque 2 années de travail, le groupe ayant commencé la production de ce nouvel opus en juillet 2005. 
"Maintenant au moins nous savons que nous sommes appréciés dans le monde et je pense que ça nous apporte de la confiance, mais en même temps, nous n’allons vraiment pas cesser de nous pousser pour développer notre potentiel."
L’album a été enregistré à Los Angeles avec les producteurs Mike Elizondo (Eminem), Mark Stent (Björk, Keane, Gwen Stefani, Marilyn Manson), Mark Endert (Madonna) et Eric Valentine.
La pochette de l'album semble s'inspirer de la "Chapelle de la Lumière" de l'architecte Tadao Ando, en remplaçant la croix lumineuse par le logo du groupe.

## Liste des titres
| No  | Titre                          | Durée |
| --- | ------------------------------ | ----- |
| 1.  | If I Never See Your Face Again |       |
| 2.  | Makes Me Wonder                |       |
| 3.  | Little Of Your Time            |       |
| 4.  | Wake Up Call                   |       |
| 5.  | Won't Go Home Without You      |       |
| 6.  | Nothing Lasts Forever          |       |
| 7.  | Can’t Stop                     |       |
| 8.  | Goodnight, Goodnight           |       |
| 9.  | Not Falling Apart              |       |
| 10. | Kiwi                           |       |
| 11. | Better That We Break           |       |
| 12. | Back At Your Door              |       |

### Bonus tracks
| 13. | Until You're Over Me | 3:15 |
| 14. | Infatuation          | 4:25 |

| 13. | Until You're Over Me | 3:15 |
| 14. | Infatuation          | 4:25 |
| 15. | Losing My Mind       | 3:21 |

| 13. | Infatuation | 4:25 |

| 13. | Figure It Out                | 2:59 |
| 14. | Infatuation (Pre-Order Only) | 4:25 |

| 13. | Makes Me Wonder (Original Performance Series)           | 3:30 |
| 14. | This Love (Original Performance Series)                 | 3:31 |
| 15. | Won't Go Home Without You (Original Performance Series) | 4:06 |
| 16. | Sunday Morning (Original Performance Series)            | 4:18 |
| 17. | She Will Be Loved (Original Performance Series)         | 4:01 |

| 13. | Losing My Mind    | 3:21 |
| 14. | Miss You Love You | 3:11 |

| 13. | Story | 4:33 |

## Singles prévus
- Makes Me Wonder
- Wake Up Call
- Won't Go Home Without You
- If I Never See Your Face Again (featuring Rihanna)

- Goodnight Goodnight

## Classement
| Chart                                   | Provider(s)       | Peak position | Certification | Ventes    |
| --------------------------------------- | ----------------- | ------------- | ------------- | --------- |
| Australian Albums Chart                 | ARIA              | 5             | Platine       | 70,000+   |
| Canada Albums Chart                     | CRIA              | 2             | Platine       | 100,000+  |
| Estonia Albums Chart                    | Pedro             | 1             |               |           |
| French Album Chart                      | IFOP              | 13            |               | 30,000+   |
| French Download Album Chart             | IFOP              | 3             |               |           |
| Irish Albums Chart                      | IRMA              | 3             |               |           |
| Italy Albums Chart                      | FIMI              | 4             |               |           |
| Japan Album Chart                       | Oricon            | 3             | Platine       | 219,230   |
| Mexico Albums Chart                     | AMPROFON          | 3             |               |           |
| Netherlands Albums Chart                | NVPI/Megacharts   | 4             |               |           |
| New Zealand Albums Chart                | RIANZ             | 2             | Or            | 7,500     |
| Norwegian Album Chart                   | IFPI              | 7             |               |           |
| Spanish Album Chart                     | Promusicae        | 6             |               |           |
| South-Korea Albums Chart                | MIAK              | 1             | 3x Platine    | 91,809    |
| Switzerland Albums Chart                | Media Control     | 6             |               |           |
| Taiwan 5-Music Western Chart            | Five Music        | 2             |               |           |
| Taiwan G-Music Western Chart            | G-Msic            | 2             |               |           |
| Taiwanese Album Chart                   | G-Msic/Five Music | 5             |               |           |
| UK Albums Chart                         | BBC               | 1             | Or            | 236,000   |
| U.S. Billboard 200                      | Billboard         | 1             | Platine       | 1,217,764 |
| U.S. Top Digital Albums                 | Billboard         | 1             |               |           |
| U.S. Top Internet Albums                | Billboard         | 1             |               |           |
| U.S. Billboard Comprehensive Albums     | Billboard         | 1             |               |           |
| U.S. Top Modern Rock/Alternative Albums | Billboard         | 5             |               |           |